# PSA-EW/DW-Motor
| PSA               | PSA                                                                             |
| ----------------- | ------------------------------------------------------------------------------- |
| Bild fehlt        |                                                                                 |
| EW-Motor          |                                                                                 |
| Hersteller:       | PSA                                                                             |
| Funktionsprinzip: | Otto                                                                            |
| Bauform:          | Reihenvierzylinder                                                              |
| Hubraum:          | EW7: 1,7 Liter (1749 cm³) EW10: 2,0 Liter (1997 cm³) EW12: 2,2 Liter (2230 cm³) |
| Vorgängermodell:  | XU7 XU10                                                                        |
| Nachfolgemodell:  | Prince-Motor                                                                    |

| PSA               | PSA                                                                             |
| ----------------- | ------------------------------------------------------------------------------- |
| PSA-Motor DW10 TD |                                                                                 |
| DW-Motor          |                                                                                 |
| Hersteller:       | PSA                                                                             |
| Funktionsprinzip: | Diesel                                                                          |
| Bauform:          | Reihenvierzylinder                                                              |
| Hubraum:          | DW8: 1,9 Liter (1868 cm³) DW10: 2,0 Liter (1997 cm³) DW12: 2,2 Liter (2179 cm³) |
| Vorgängermodell:  | XUD7 XUD9 XUD11                                                                 |
| Nachfolgemodell:  | DV (für DW8)                                                                    |

Der PSA EW (Otto, E = Essence) und DW (Diesel) sind eine Serie von Verbrennungsmotoren, die vorwiegend in Peugeot- und Citroën-Automobilen verwendet werden.
Der DW-Motor wurde im Jahr 1998 im Citroën Xantia und Peugeot 406 als Nachfolger des XUD eingeführt. 1999 folgte der EW als Nachfolger des XU. Er ist ein DOHC- (DW auch SOHC)-Reihenmotor mit vier (DW auch zwei) Ventilen pro Zylinder. Der Hubraum lag zwischen 1749 und 2230 cm³.

## EW (Ottomotoren)

### EW7
Der EW7 hat einen Hubraum von 1,7 l (1749 cm³) mit einer Bohrung von 82,7 mm sowie einem Hub von 81,4 mm. Er ist Nachfolger des XU7 und des nicht aufgeladenen XU10 mit acht Ventilen. Alle EW7 haben zwei obenliegende Nockenwellen und vier Ventile pro Zylinder.
Die Produktion des EW7 wurde in Europa am 1. Januar 2011 wegen fehlender Euro-5-Eignung eingestellt.
| Motor  | Code | Leistung bei min−1    | Drehmoment bei min−1 | Technik                                       | Modelle                                                  |
| ------ | ---- | --------------------- | -------------------- | --------------------------------------------- | -------------------------------------------------------- |
| EW7 J4 | 6FZ  | 85 kW (115 PS) / 5500 | 160 Nm / 4000        | 16 Ventile, Saugrohreinspritzung, Katalysator | Citroën Xsara Picasso Citroën C5 Peugeot 406 Peugeot 407 |
| EW7 A  | 6FY  | 92 kW (125 PS) / 6000 | 170 Nm / 3750        | 16 Ventile, Saugrohreinspritzung, Katalysator | Citroën C5 Peugeot 407                                   |

### EW10
Der EW10 hat einen Hubraum von 2,0 l (1997 cm³) mit einer Bohrung von 85 mm und einem Hub von 88 mm. Er ist Nachfolger des nicht aufgeladenen XU10 mit 16 Ventilen. Alle EW10 haben zwei obenliegende Nockenwellen und vier Ventile pro Zylinder.
Eine HPi genannte Version mit Direkteinspritzung wurde 2001 im Citroën C5 und im Peugeot 406 eingeführt, aber bereits 2003 mangels Nachfrage eingestellt.
Die Produktion des EW10 wurde in Europa wegen fehlender Euro-5-Eignung am 1. Januar 2010 eingestellt.
| Motor    | Code | Leistung bei min−1     | Drehmoment bei min−1 | Technik                                            | Modelle |
| -------- | ---- | ---------------------- | -------------------- | -------------------------------------------------- | --- |
| EW10 J4  | RFR  | 99 kW (135 PS) / 6000  | 190 Nm / 4100        | 16 Ventile, Saugrohreinspritzung, Katalysator      | Peugeot 206 Peugeot 406 |
| EW10 J4  | RFN  | 100 kW (136 PS) / 6000 | 190 Nm / 4100        | 16 Ventile, Saugrohreinspritzung, Katalysator      | Citroën C4 Citroën C5 Citroën C8 Citroën Evasion Citroën Jumpy Fiat Ulysse Fiat Scudo Lancia Zeta Lancia Phedra Peugeot 206 Peugeot 307 Peugeot 406 Peugeot 407 Peugeot 607 Peugeot 806 Peugeot 807 Peugeot Expert |
| EW10 D   | RLZ  | 103 kW (140 PS) / 6000 | 192 Nm / 4000        | 16 Ventile, Benzin-Direkteinspritzung, Katalysator | Citroën C5 2.0 HPi Peugeot 406 2.0 HPi |
| EW10 A   | RFJ  | 103 kW (140 PS) / 6000 | 200 Nm / 4000        | 16 Ventile, Saugrohreinspritzung, Katalysator      | Citroën C4 Citroën C5 Citroën C8 Citroën Jumpy Peugeot 307 Peugeot 407 Peugeot 807 Peugeot Expert |
| EW10 J4S | RFK  | 130 kW (177 PS) / 7000 | 202 Nm / 4750        | 16 Ventile, Saugrohreinspritzung, Katalysator      | Citroën C4 Peugeot 206 RC Peugeot 307 RC |

### EW12
Der EW12 hat einen Hubraum von 2,2 l (2230 cm³) mit einer Bohrung von 86 mm sowie einem Hub von 96 mm. Er hat zwei obenliegende Nockenwellen und vier Ventile pro Zylinder. Er löste den aufgeladenen XU10 ab.
Die Produktion des EW12 wurde in Europa wegen fehlender Euro-5-Eignung am 1. Januar 2011 eingestellt.
| Motor   | Code | Leistung bei min−1     | Drehmoment bei min−1 | Technik                                       | Modelle                                                    |
| ------- | ---- | ---------------------- | -------------------- | --------------------------------------------- | ---------------------------------------------------------- |
| EW12 J4 | 3FZ  | 116 kW (158 PS) / 5650 | 217 Nm / 3900        | 16 Ventile, Saugrohreinspritzung, Katalysator | Citroën C8 Peugeot 406 Peugeot 407 Peugeot 607 Peugeot 807 |
| EW12 J4 | 3FY  | 120 kW (163 PS) / 5875 | 220 Nm / 4150        | 16 Ventile, Saugrohreinspritzung, Katalysator | Peugeot 407 Peugeot 607                                    |

## DW (Dieselmotoren)

### DW8
Der DW8 ist ein Wirbelkammer-Dieselmotor mit einem Hubraum von 1,9 l (1868 cm³) mit einer Bohrung von 82,2 mm und einem Hub von 88 mm. Er löste die nicht aufgeladenen Versionen des XUD7 und des XUD9 ab.
Die Produktion des DW8 wurde aufgrund fehlender Euro-4-Eignung im Jahr 2007 eingestellt. Der DW8 wurde durch den 1,4-Liter-HDi-DV-Motor mit 50 kW (68 PS) abgelöst.
| Motor         | Leistung bei min−1   | Drehmoment bei min−1 | Technik                  | Modelle |
| ------------- | -------------------- | -------------------- | ------------------------ | --- |
| DW8 / WJY/WJZ | 51 kW (69 PS) / 4600 | 125 Nm / 2500        | Wirbelkammereinspritzung | Citroën Xsara Citroën Berlingo Citroën C15 Citroën Jumpy Fiat Scudo Peugeot 206 Peugeot 306 Peugeot Partner Peugeot Expert Toyota Corolla |

### DW10
Der DW10 war der erste Dieselmotor von PSA mit Direkteinspritzung. Er hat einen Hubraum von 2,0 l (1997 cm³) mit einer Bohrung von 85 mm sowie einem Hub von 88 mm und löste die aufgeladenen Versionen des XUD7 und des XUD9 ab.
| Motor            | Leistung bei min−1     | Drehmoment bei min−1 | Technik                                                          | Modelle |
| ---------------- | ---------------------- | -------------------- | ---------------------------------------------------------------- | --- |
| DW10 UTD / RHV   | 62 kW (84 PS) / 4000   | 192 Nm / 1900        | Common-Rail-Einspritzung, Turbolader                             | Citroën Jumper Fiat Ducato Peugeot Boxer |
| DW10 TD / RHY    | 66 kW (90 PS) / 4000   | 205 Nm / 1900        | Common-Rail-Einspritzung, Turbolader                             | Citroën Xsara Citroën Xantia Citroën C5 Citroën Berlingo Peugeot 206 Peugeot 306 Peugeot 307 Peugeot 406 Peugeot Partner                                                                                         |
| DW10 TD / RHX    | 69 kW (94 PS) / 4000   | 215 Nm / 1750        | Common-Rail-Einspritzung, Turbolader                             | Citroën Jumpy Fiat Scudo Peugeot Expert |
| DW10 ATED / RHS  | 79 kW (107 PS) / 4000  | 250 Nm / 1750        | Common-Rail-Einspritzung, Turbolader, Ladeluftkühler             | Citroën C5 Peugeot 307 Peugeot 406 Peugeot 607 |
| DW10 ATED / RHZ  | 80 kW (109 PS) / 4000  | 250 Nm / 1750        | Common-Rail-Einspritzung, Turbolader, Ladeluftkühler             | Citroën Xsara Citroën Xantia Citroën C5 Citroën Evasion Citroën Jumpy Fiat Ulysse Fiat Scudo Lancia Zeta Peugeot 406 Peugeot 607 Peugeot 806 Peugeot Expert Suzuki Grand Vitara                                  |
| DW10 ATED4 / RHM | 79 kW (107 PS) / 4000  | 270 Nm / 1750        | 16 Ventile, Common-Rail-Einspritzung, Turbolader, Ladeluftkühler | Citroën C8 Fiat Ulysse Lancia Phedra Peugeot 807 |
| DW10 ATED4 / RHW | 80 kW (109 PS) / 4000  | 270 Nm / 1750        | 16 Ventile, Common-Rail-Einspritzung, Turbolader, Ladeluftkühler | Citroën Evasion Citroën C8 Citroën Jumpy Fiat Ulysse Fiat Scudo Lancia Zeta Lancia Phedra Peugeot 806 Peugeot 807 Suzuki Grand Vitara                                                                            |
| DW10 BTED4 / RHK | 88 kW (120 PS) / 4000  | 300 Nm / 2000        | 16 Ventile, Common-Rail-Einspritzung, Turbolader, Ladeluftkühler | Citroën C8 Citroën Jumpy Fiat Ulysse Fiat Scudo Lancia Phedra Peugeot 807 Peugeot Expert |
| DW10 BTED4 / RHR | 100 kW (136 PS) / 4000 | 320 Nm / 2000        | 16 Ventile, Common-Rail-Einspritzung, Turbolader, Ladeluftkühler | Citroën C4 Citroën C5 Citroën C8 Fiat Ulysse Fiat Scudo Ford Focus Ford C-MAX Ford Kuga Lancia Phedra Peugeot 307 Peugeot 308 Peugeot 407 Peugeot 607 Peugeot 807 Volvo S40/V50 Volvo V70 Volvo S80              |
| DW10 B / RHF     | 103 kW (140 PS) / 4000 | 320 Nm / 2000        | 16 Ventile, Common-Rail-Einspritzung, Turbolader, Ladeluftkühler | Citroën C4 Citroën C5 Ford Focus Ford Mondeo Ford C-MAX Ford Galaxy Ford S-MAX Ford Kuga Peugeot 308 Peugeot 3008 Peugeot 407 Peugeot 508 I Peugeot 5008                                                         |
| DW10 D / RHE     | 110 kW (150 PS) / 3750 | 340 Nm / 2000        | 16 Ventile, Common-Rail-Einspritzung, Turbolader, Ladeluftkühler | Citroën C4 Citroën DS5 Peugeot 3008 Peugeot 5008 |
| DW10 C / RHH     | 120 kW (163 PS) / 3750 | 340 Nm / 2000        | 16 Ventile, Common-Rail-Einspritzung, Turbolader, Ladeluftkühler | Citroën C4 Citroën C5 Citroën C8 Citroën DS4 Citroën DS5 Citroën Jumpy Ford Focus Ford C-MAX Ford Mondeo Ford Galaxy Ford S-MAX Ford Kuga Peugeot 3008 Peugeot 407 Peugeot 508 Peugeot 5008 Peugeot Expert Tepee |

### DW12
Der DW12 hat einen Hubraum von 2,2 l (2179 cm³) mit einer Bohrung von 85 mm und einem Hub von 96 mm. Er wurde 2000 eingeführt und löste den XUD11 ab.
| Motor            | Leistung bei min−1     | Drehmoment bei min−1 | Technik                                                                    | Modelle                                                                                        |
| ---------------- | ---------------------- | -------------------- | -------------------------------------------------------------------------- | ---------------------------------------------------------------------------------------------- |
| DW12 UTED / 4HY  | 74 kW (100 PS) / 4000  | 240 Nm / 1900        | Common-Rail-Einspritzung, Turbolader, Ladeluftkühler                       | Citroën Jumper Peugeot Boxer                                                                   |
| DW12 TED4 / 4HW  | 94 kW (128 PS) / 4000  | 314 Nm / 2000        | 16 Ventile, Common-Rail-Einspritzung, Turbolader, Ladeluftkühler           | Citroën C8 Fiat Ulysse Lancia Phedra Peugeot 807                                               |
| DW12 TED4 / 4HX  | 98 kW (133 PS) / 4000  | 314 Nm / 2000        | 16 Ventile, Common-Rail-Einspritzung, Turbolader, Ladeluftkühler           | Citroën C5 Peugeot 406 Peugeot 607                                                             |
| DW12 CTED4 / 4HL | 110 kW (150 PS) / 4000 | 380 Nm / 1750        | 16 Ventile, Common-Rail-Einspritzung, Turbolader, Ladeluftkühler           | Range Rover Evoque                                                                             |
| DW12 CTED4 / 4HL | 110 kW (150 PS) / 3500 | 400 Nm / 1750        | 16 Ventile, Common-Rail-Einspritzung, Turbolader, Ladeluftkühler           | Range Rover Evoque Land Rover Discovery Sport                                                  |
| DW12 CTED4 / 4HL | 110 kW (150 PS) / 4000 | 420 Nm / 1750        | 16 Ventile, Common-Rail-Einspritzung, Turbolader, Ladeluftkühler           | Land Rover Freelander                                                                          |
| DW12 BTED4       | 112 kW (152 PS) / 4000 | 400 Nm / 2000        | 16 Ventile, Common-Rail-Einspritzung, Turbolader, Ladeluftkühler           | Land Rover Freelander                                                                          |
| DW12 TED4        | 115 kW (156 PS) / 3500 | 380 Nm / 2000        | 16 Ventile, Common-Rail-Einspritzung, Turbolader, Ladeluftkühler           | Mitsubishi Outlander Citroën C-Crosser Peugeot 4007                                            |
| DW12 CTED4 / 4HL | 120 kW (163 PS) / 3500 | 400 Nm / 2000        | 16 Ventile, Common-Rail-Einspritzung, Bi-Turbolader, Ladeluftkühler        | Jaguar XF (X250)                                                                               |
| DW12 BTED4 / 4HT | 125 kW (170 PS) / 4000 | 370 Nm / 1500        | 16 Ventile, Common-Rail-Einspritzung, Bi-Turbolader, Ladeluftkühler        | Citroën C5 Citroën C6 Citroën C8 Fiat Ulysse Lancia Phedra Peugeot 407 Peugeot 607 Peugeot 807 |
| DW12 BTED4       | 129 kW (175 PS) / 3500 | 400 Nm / 1750        | 16 Ventile, Common-Rail-Einspritzung, Turbolader, Ladeluftkühler           | Ford Mondeo Ford Galaxy Ford S-MAX                                                             |
| DW12 CTED4 / 4HL | 140 kW (190 PS) / 3500 | 420 Nm / 1750        | 16 Ventile, Common-Rail-Einspritzung, Turbolader, Ladeluftkühler           | Range Rover Evoque Land Rover Discovery Sport Land Rover Freelander                            |
| DW12 CTED4 / 4HL | 140 kW (190 PS) / 3500 | 450 Nm / 2000        | 16 Ventile, Common-Rail-Einspritzung, Bi-Turbolader, Ladeluftkühler        | Jaguar XF (X250)                                                                               |
| DW12 CTED4       | 147 kW (200 PS) / 3500 | 420 Nm / 1750–3000   | 16 Ventile, Common-Rail-Einspritzung, Turbolader, Ladeluftkühler           | Ford Mondeo Ford Galaxy Ford S-MAX                                                             |
| DW12 CTED4 / 4HL | 147 kW (200 PS) / 3500 | 450 Nm / 2000        | 16 Ventile, Common-Rail-Einspritzung, Turbolader, Ladeluftkühler           | Jaguar XF (X250)                                                                               |
| DW12 CTED4 / 4HL | 150 kW (204 PS) / 3500 | 450 Nm / 2000        | 16 Ventile, Common-Rail-Einspritzung, Turbolader, Ladeluftkühler           | Citroën C5 Peugeot 508 I                                                                       |
| DW12 RUD         | 103 kW (140 PS) / 3750 | 340 Nm / 1750        | 16 Ventile, Common-Rail-Einspritzung, Turbolader, Ladeluftkühler, SCR Kat. | Citroën Jumper (ab 2019) Peugeot Boxer (ab 2019)                                               |
| DW12 RUC         | 125 kW (170 PS) / 3775 | 370 Nm / 2000        | 16 Ventile, Common-Rail-Einspritzung, Turbolader, Ladeluftkühler, SCR Kat. | Citroën Jumper (ab 2019) Peugeot Boxer (ab 2019)                                               |